# 異人アンドロ氏
『異人アンドロ氏』（いじんアンドロし）は、藤子・F・不二雄の読切漫画作品。1995年、小学館『ビッグコミック』5月10日号初出。唯一「藤子・F・不二雄」名義で発表された。

## 概要
当時『ビッグコミック』編集長だった平山隆によると、「『夢カメラ』のように連作シリーズのSF短編を年に4回でも描きたい」という藤本の希望により描かれた作品であり、アンドロ氏が地球に下宿するところで終わっているのはその後も続けていくつもりだったからとしている。しかし藤本が1996年に逝去したため絶筆となり、SF短編シリーズにおける最終作となった。
バブル崩壊後の世相もあり、作中では不景気についての描写がされている。

## あらすじ
ある夜、門梨は夢の中で住むところを探している人物と会話をする。その人物に自分の住むアパートを紹介するが、そこは取り壊し寸前のボロアパートであり、門梨もいつ追い出されるか分からない状況だった。
翌朝、目を覚ますと頼んでもいない引越しそばの出前が届くという不思議な出来事が起こる。首をかしげながらも行きつけの喫茶店「COFFEE F」へ足を運び、ウェイトレスのトンちゃんと執筆したSF小説の話をするも、マスターからは不景気であるから堅い職に就いたほうがいいと薦められてしまう。
そこに友人の千ちゃんが現れ、門梨を人気の無い場所へと連れ出す。そこで見せられたのは、かつて多額の金を持って姿をくらました詐欺師、浦天堂剛三の所在を掴んだスクープ写真。それをネタに浦天堂をゆするというのだ。断る門梨だがその日の夜、トンちゃんからある手紙を受け取る。それを読み、千ちゃんが浦天堂に捕まってしまったことを察するが、一人ではどうすることも出来ない。
その時、お隣に引っ越してきたという男と大家が言い争う声が聞こえてくる。様子を伺っていると突然大家はショックを受けたようにフラフラと立ち去っていき、不思議に思った門梨は隣の部屋を壁にあいた穴で覗いてみる。そこには奇妙な空間が広がっており、実は隣に引っ越してきた男こそ門梨の夢で住むところを紹介してくれと頼んできた人物、宇宙人のアンドロだったのだ。正体を知られ記憶を消そうと迫るアンドロに千ちゃんが捕まった話をすると、彼はUFOを呼び出す。浦天堂のもとへと急ぐ二人は、見事千ちゃんを助け出すことに成功する。
事件を通して友人になった二人。帰り道、屋台ラーメンを二人で啜りながら、仕事を探すアンドロに自分も探しているんだけどね…と門梨は話すのだった。

## 登場人物
門梨（もんなし）
売れないSF作家。取り壊し寸前のアパートに住んでおり、夢の中でアンドロにそのアパートを紹介する。
アンドロ
アンドロメダ星雲の端っこにある小さな星（門梨は「ほとんど『ドラえもん』の世界」と評している）からはるばる地球へ移住してきた宇宙人。ひみつ道具のように便利な道具を持つ。
千ちゃん
門梨の友人。浦天堂を一緒に恐喝しようと門梨に声をかける。
浦天堂 剛三
バブル期に高利で出資を誘い、金と共に姿をくらました詐欺師の開発社長。
マスター
喫茶店「COFFEE F」のマスター。SF作家の夢を追う門梨に、堅い仕事へ就くことを勧める。
トンちゃん
喫茶店「COFFEE F」のウェイトレス。マスターの娘で、門梨の書いた作品の読者。

## パロディ
2015年5月22日放送のアニメ、『ドラえもん』「大人になりたい」において、しげる（声 - 田丸篤志）、ヨシミ（声 - 中原麻衣）、マスター（声 - 安斉一博）というゲストキャラクターが登場。それぞれ門梨、トンちゃん、マスターをモデルにしたキャラクターデザインがされており、話の主な舞台も喫茶店の中となっている。